# 寿永
寿永（、旧字体：壽永）は、日本の元号の一つ。養和の後、元暦の前。1182年から1184年までの期間を指す。この時代の天皇は安徳天皇と後鳥羽天皇。後白河法皇の院政期。
源氏と平家が相争った治承・寿永の乱の時代。源頼朝の源氏方ではこの元号を使用せず以前の治承を引き続き使用していたが、源氏方と朝廷の政治交渉が本格化し、朝廷から寿永二年十月宣旨が与えられた寿永2年（1183年）以降、京都と同じ元号が鎌倉でも用いられるようになる。また、平家方では都落ちした後も次の元暦の元号を使用せず、この寿永をその滅亡まで引き続き使用した。

## 改元
- 養和2年5月27日（ユリウス暦1182年6月29日） 改元
- 寿永3年4月16日（ユリウス暦1184年5月27日） 元暦に改元

## 寿永期におきた出来事
- 寿永2年 木曾義仲入京、平家都落ち。安徳天皇在位のまま、後鳥羽天皇が神器なしで践祚。
- 寿永3年 義仲、宇治川の戦いで敗れ北走、源義経・範頼の軍勢が入京。

## 西暦との対照表
※は小の月を示す。
| 寿永元年（壬寅） | 一月      | 二月※ | 三月  | 四月※ | 五月  | 六月※ | 七月  | 八月 | 九月※ | 十月  | 十一月※ | 十二月   |           |
| 治承六年         | 一月      | 二月※ | 三月  | 四月※ | 五月  | 六月※ | 七月  | 八月 | 九月※ | 十月  | 十一月※ | 十二月   |           |
| ---------------- | --------- | ----- | ----- | ----- | ----- | ----- | ----- | ---- | ----- | ----- | ------- | -------- | --------- |
| ユリウス暦       | 1182/2/5  | 3/7   | 4/5   | 5/5   | 6/3   | 7/3   | 8/1   | 8/31 | 9/30  | 10/29 | 11/28   | 12/27    |           |
| 寿永二年（癸卯） | 一月※     | 二月  | 三月※ | 四月※ | 五月  | 六月※ | 七月  | 八月 | 九月※ | 十月  | 閏十月※ | 十一月   | 十二月    |
| 治承七年         | 一月※     | 二月  | 三月※ | 四月※ | 五月  | 六月※ | 七月  | 八月 | 九月※ | 十月  | 閏十月※ | 十一月   | 十二月    |
| ユリウス暦       | 1183/1/26 | 2/24  | 3/26  | 4/24  | 5/23  | 6/22  | 7/21  | 8/20 | 9/19  | 10/18 | 11/17   | 12/16    | 1184/1/15 |
| 寿永三年（甲辰） | 一月※     | 二月  | 三月※ | 四月※ | 五月  | 六月※ | 七月  | 八月 | 九月※ | 十月  | 十一月  | 十二月※  |           |
| 治承八年         | 一月※     | 二月  | 三月※ | 四月※ | 五月  | 六月※ | 七月  | 八月 | 九月※ | 十月  | 十一月  | 十二月※  |           |
| ユリウス暦       | 1184/2/14 | 3/14  | 4/13  | 5/12  | 6/10  | 7/10  | 8/8   | 9/7  | 10/7  | 11/5  | 12/5    | 1185/1/4 |           |
| 寿永三年（甲辰） | 一月※     | 二月  | 三月※ | 四月※ | 五月  | 六月※ | 七月  | 八月 | 九月※ | 十月  | 十一月  | 十二月※  |           |
| 元暦元年         | 一月※     | 二月  | 三月※ | 四月※ | 五月  | 六月※ | 七月  | 八月 | 九月※ | 十月  | 十一月  | 十二月※  |           |
| ユリウス暦       | 1184/2/14 | 3/14  | 4/13  | 5/12  | 6/10  | 7/10  | 8/8   | 9/7  | 10/7  | 11/5  | 12/5    | 1185/1/4 |           |
| 寿永四年（乙巳） | 一月      | 二月※ | 三月  | 四月※ | 五月※ | 六月  | 七月※ | 八月 | 九月※ | 十月  | 十一月  | 十二月   |           |
| 元暦二年         | 一月      | 二月※ | 三月  | 四月※ | 五月※ | 六月  | 七月※ | 八月 | 九月※ | 十月  | 十一月  | 十二月   |           |
| ユリウス暦       | 1185/2/2  | 3/4   | 4/2   | 5/2   | 5/31  | 6/29  | 7/29  | 8/27 | 9/26  | 10/25 | 11/24   | 12/24    |           |